# Ryska federationens inrikestrupper
Ryska federationens inrikestrupper (ryska: Внутренние войска Министерства внутренних дел, Vnutrenniye Voiska Ministerstva Vnutrennikh Del) var en militär kår underställd det ryska inrikesministeriet med uppgift att upprätthålla och återupprätta allmän ordning och säkerhet. Den efterträddes 2016 av Rysslands nationalgarde, vars trupper i all väsentlighet är desamma som inrikestrupperna.

## Uppdrag
- Tillsammans med inrikesministeriets övriga myndigheter upprätthålla allmän ordning och säkerhet
- Skydd och bevakning av federala skyddsobjekt (bland annat kärnkraftverk)
- Delta i landets försvar mot yttre aggression
- Hjälpa gränstrupperna att skydda den ryska federationens territoriella integritet
- Bekämpa terrorism

## Organisation
- Inrikestruppernas ledning
  - Chef, tillika förste vice inrikesminister
  - Huvudstab
    - Personalavdelning
    - Utbildningsavdelning
    - Flygavdelning
    - Militärmedicinsk avdelning
    - Ingenjörsteknisk avdelning
    - Rättsavdelning
    - Underrättelseavdelning
- 7 regioner (en för vart och ett av Rysslands federala distrikt)
- Fyra militärhögskolor
- Flygande förband med omkring 100 flygplan och helikoptrar
- Marina förband med omkring 200 patrullbåtar och mindre båtar

Källa: 

## Förband

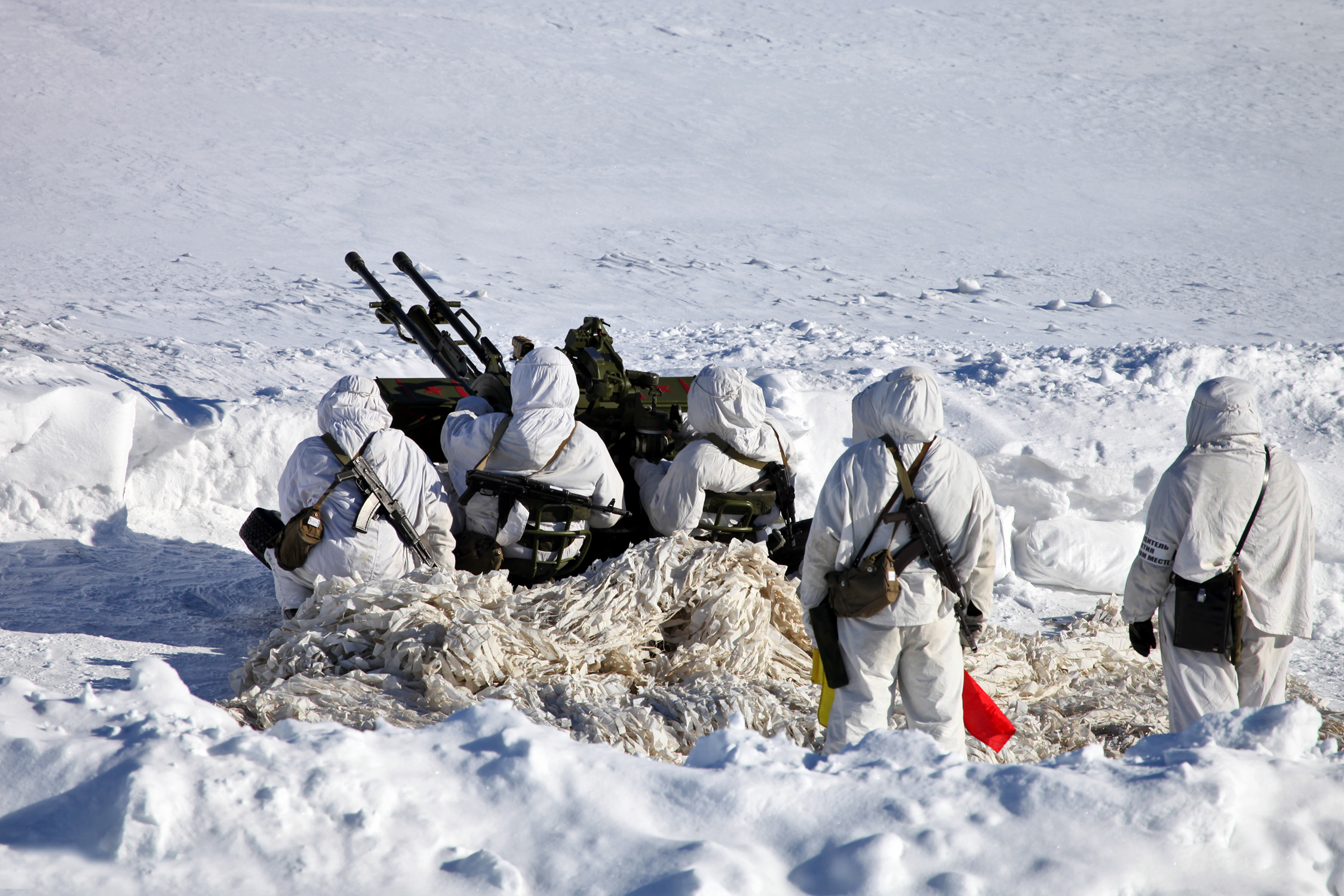
Inrikestrupper under en antiterroristövning.

### Huvudstaben
- ODON, inrikestruppernas markstridsdivision i Balasjicha

### Centrala regionala kommandot i Moskva
- 55. specialförbandsdivisionen (DON)
- 59. DON
- 21. avdelta specialförbandsbrigaden (OBRON)
- Tjugofem bataljoner, huvudsakligen särskilda motoriserade bataljoner (OMSB), men även två specialförbandsbataljoner (OSN)

### Nordvästra regionala kommandot i Sankt Petersburg
- 33. OBRON (Leningrads oblast)
- 110. avdelta särskilda motoriserade brigaden (OSMBR) (Sankt Petersburg, Petrozavodsk, Tjerepovets, Pskov, Novgorod, Korjazjma)
- 63. avdelta objektsskyddsbrigaden (OBR) (Sankt Petersburg, Murmansk, Poljarnye Zori, Sosnovyj Bor, Gatjina)
- Fem regementen, varav ett utbildningsregemente och ett ingenjörsutbildningsregemente
- Fem OMSB
- 7. flygdivisionen

### Nordkaukasiska regionala kommandot
- Fem OBRON
- Femton OMSB
- Tio regementen, varav ett artilleriregemente
- En flygdivision

### Volgas regionala kommando
- Tre OBRON
- Tio OMSB
- Fem regementen
- Tre specialförband

### Urals regionala kommando
- Tre OBRON
- Fem regementen
- Två specialförband
- En flygdivision

### Sibiriska regionala kommandot
- Tre OBRON
- Tio regementen
- Sju OMSB
- Ett specialförband
- En flygdivision

### Östra regionala kommandot
- Två OBRON
- Tio OMSB
- Ett specialförband
- En flygdivision

Källa:

### Marina förband
Underställda de regionala kommandona och dess underordnade förband.
- 1. Marinavdelningen i Chabarovsk
- 2. Marinavdelningen i Murmansk
- 5. Marina utbildningsdivisionen i Severobajkalsk
- 32. Marinavdelningen i Oziorsk och Snezjinsk
- En patrullbåtsdivision vilken ingår i objektskyddet för Leningrad kärnkraftverk

## Militärhögskolor
Ryska federationens inrikestrupper har fyra militärhögskolor i Novosibirsk, Perm, Sankt Petersburg och Saratov.
| Program                     | Militärhögskola | Utbildningens längd | Eхamen         | Grad efter genomförd utbildning | Tjänstegren efter genomförd utbildning         |
| --------------------------- | --------------- | ------------------- | -------------- | ------------------------------- | ---------------------------------------------- |
| "Säkerhetsrätt"             | N SP S          | 5 år                | Yrkesexamen    | Löjtnant                        | Objektskyddstjänst Särskild motoriserad tjänst |
| "Översättning och tolkning" | N               | 5 år                | Yrkesexamen    | Löjtnant                        | Underrättelsetjänst                            |
| "Specialfordon"             | P               | 5 år                | Yrkesexamen    | Löjtnant                        | Fordonsteknisk tjänst                          |
| "Indirekt eld"              | P               | 5 år                | Yrkesexamen    | Löjtnant                        | Artilleri                                      |
| "Särskilda radiosystem"     | P               | 5 år                | Yrkesexamen    | Löjtnant                        | Signalteknisk tjänst                           |
| "Särskilda IT-system"       | P               | 5 år                | Yrkesexamen    | Löjtnant                        | IT-operationer IT-system                       |
| "Logistik"                  | P               | 5 år                | Yrkesexamen    | Löjtnant                        | Underhållstjänst                               |
| "Biologi"                   | P               | 4 år                | Magisterexamen | Löjtnant                        | Hundtjänst                                     |
| "Prestationspsykologi"      | SP              | 5 år                | Yrkesexamen    | Löjtnant                        | Moralisk-psykologisk stödtjänst                |

- N = Novosibirsk; P = Perm; SP = Sankt-Petersburg; S = Saratov

Källor:   

## Medicinska inrättningar
- Inrikestruppernas centrala militärsjukhus i  i Balasjicha. Chef är medicinalgeneralmajor Igor Jusupov.
- Inrikestruppernas militärsjukhus i Novotjerkassk
- Inrikestruppernas militärsjukhus i Pjatigorsk
- Inrikestruppernas militärsjukhus i Sankt Petersburg
- Inrikestruppernas militärsjukhus i Kirov
- Inrikestruppernas militärsjukhus i Jekaterinburg
- Inrikestruppernas militärsjukhus i Novosibirsk
- Inrikestruppernas militärsjukhus i Chabarovsk
- Fyra sanatorier
- Ett semesterhem

Källa: 

## Internationella kontakter
De ryska inrikestrupperna upprätthåller kontakter och utbyte med det det franska gendarmeriet, det turkiska gendarmeriet och det kinesiska folkets beväpnade polis.

## Bildgalleri

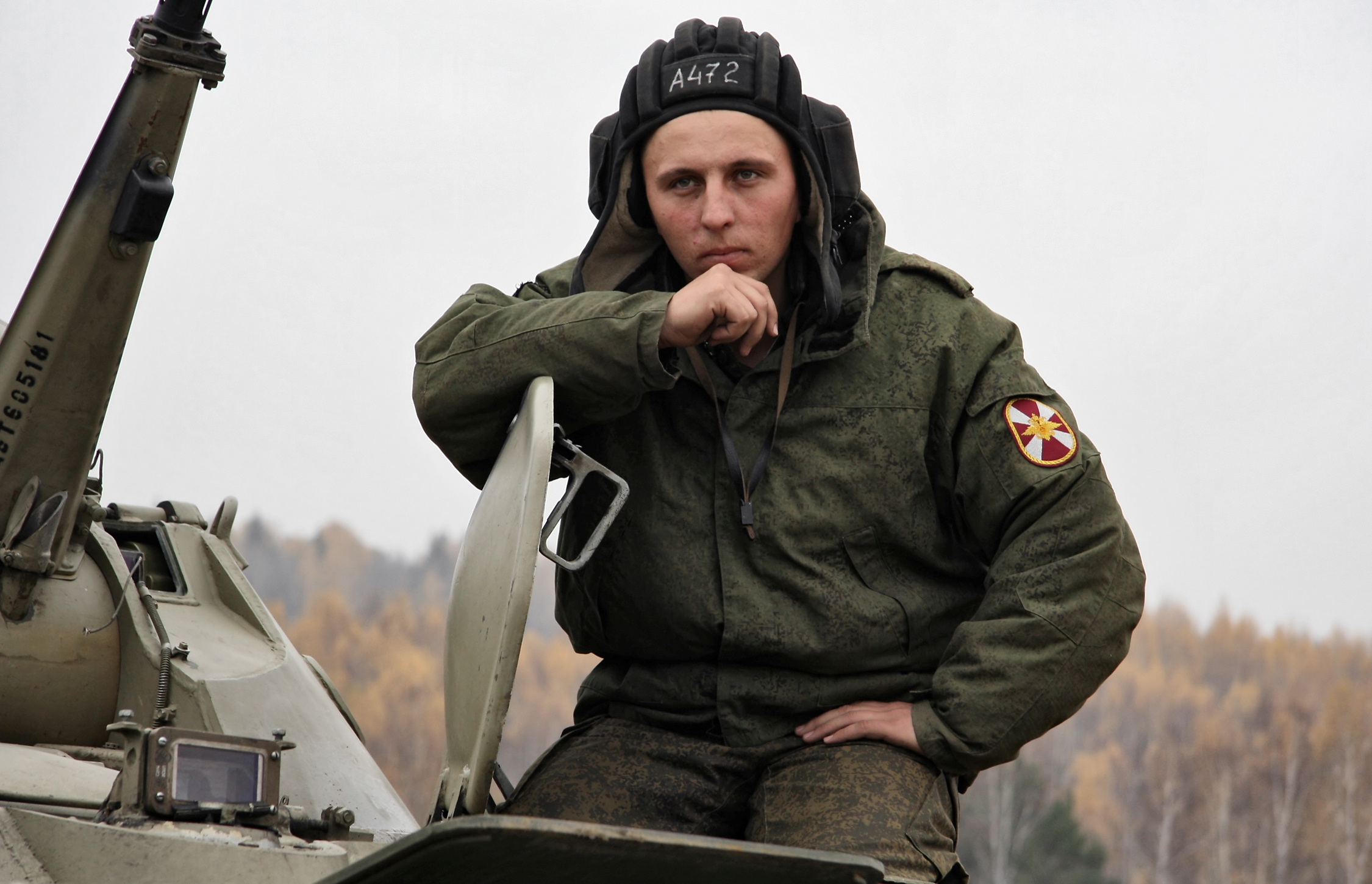
Pansarsoldat från inrikestrupperna vid rast.
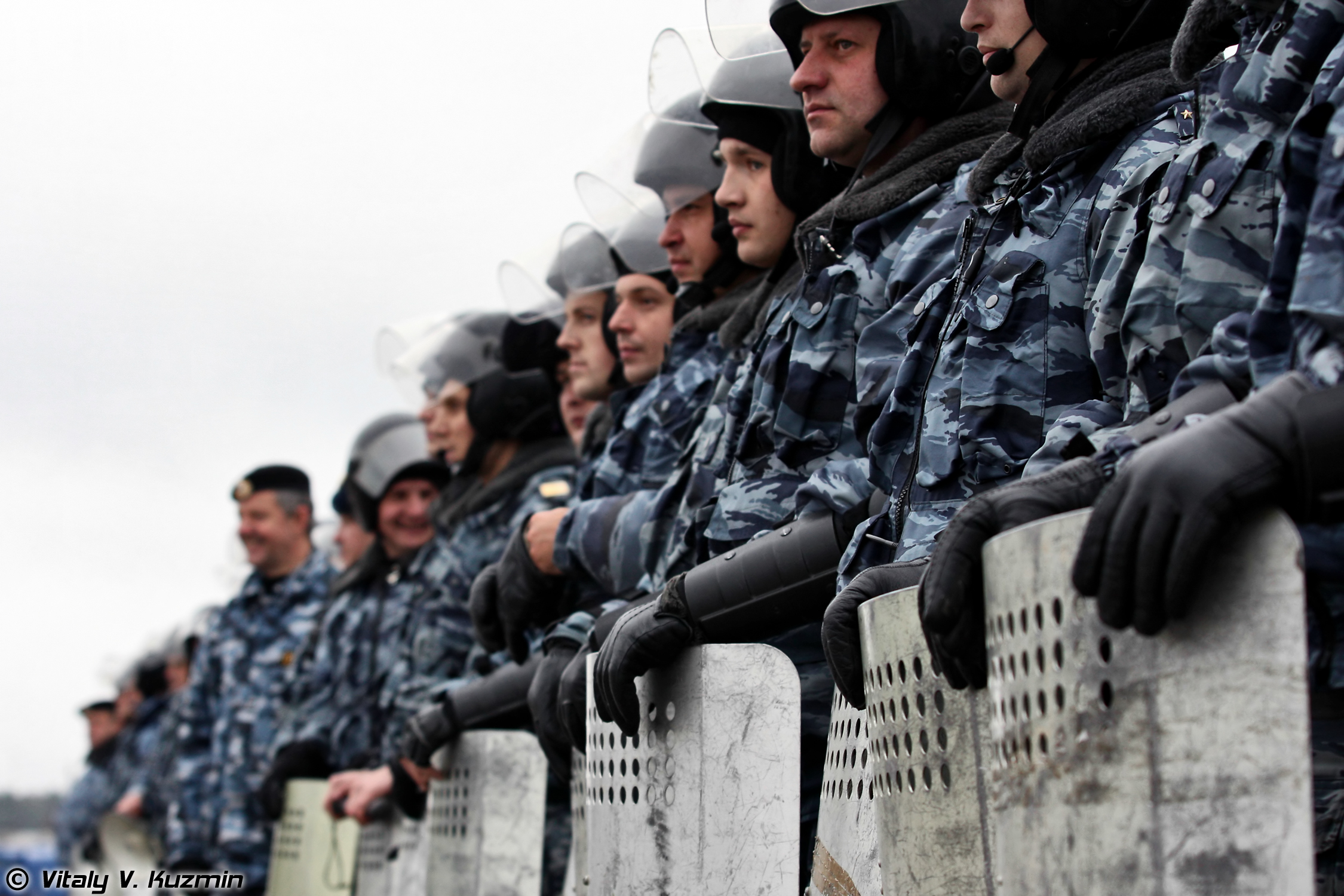
Särskilda motoriserade förband (kravallpolis från inrikestrupperna).
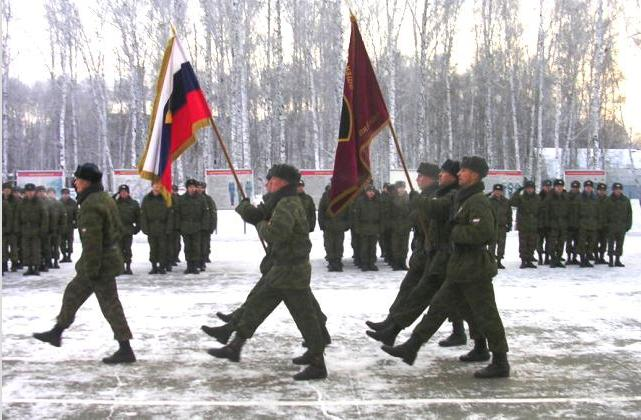
Specialförbands- soldater från inrikestrupperna paraderar med nationsfanan och sin förbandsfana.
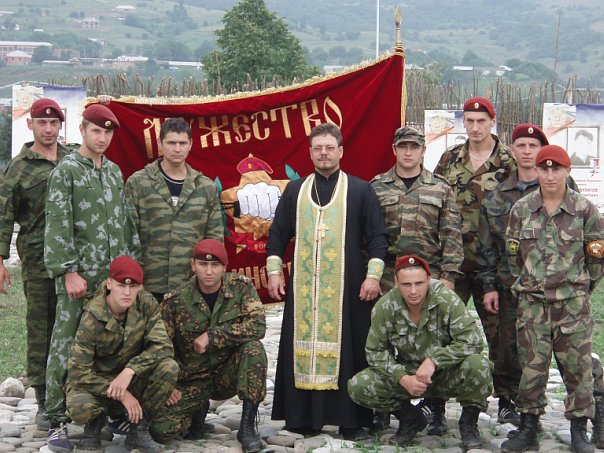
Specialförbands- soldater från inrikestrupperna med fana och fältpräst.
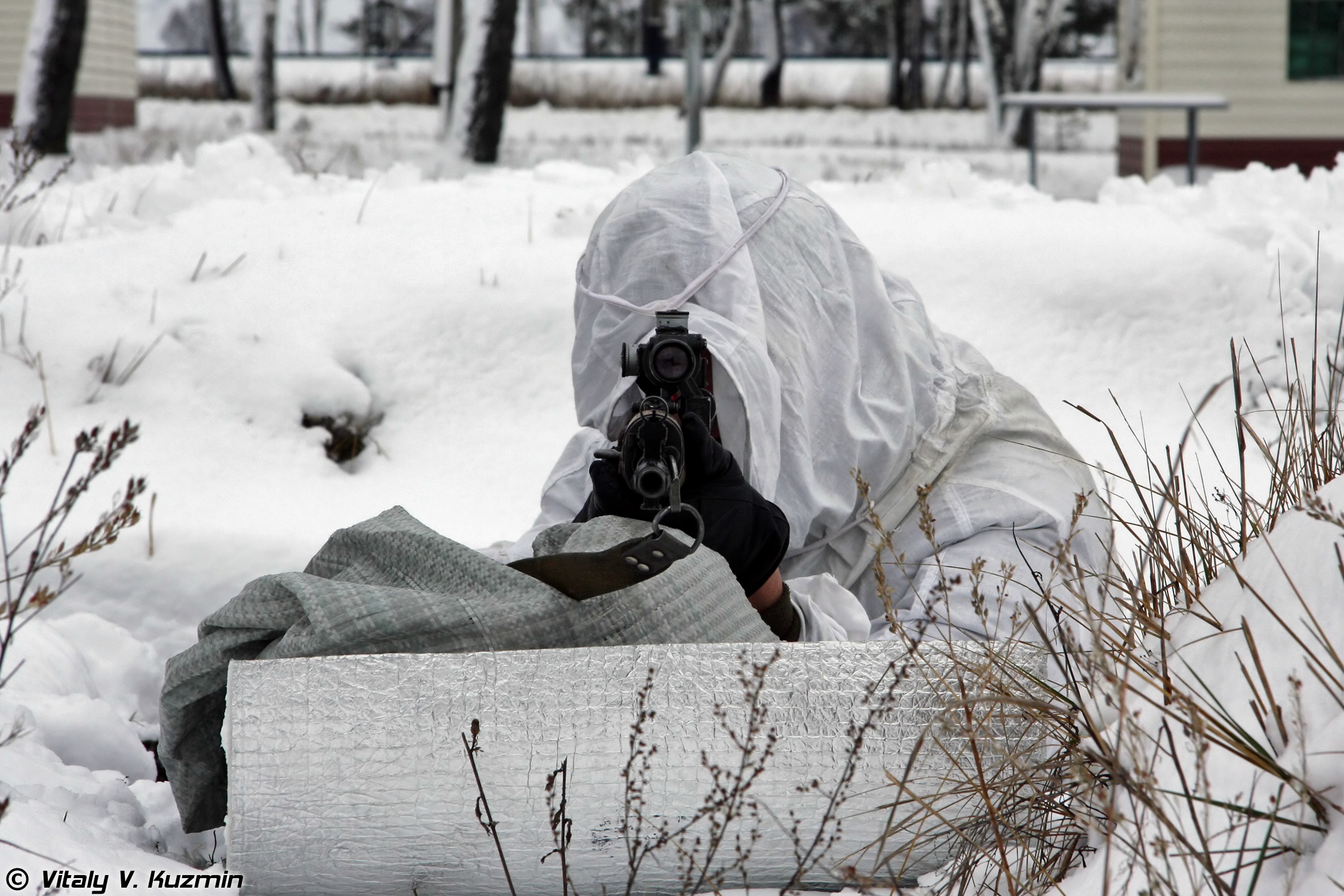
Rekryt från inrikestrupperna under utbildning.